# Swarthmore
Swarthmore (en anglais [ˈswɔːrθmɔːr], prononcé localement [swɑθmɔːr]) est un borough situé dans le comté de Delaware, non loin de Philadelphie, dans le Commonwealth de Pennsylvanie, aux États-Unis. Sa population s’élevait à 6 194 habitants lors du recensement de 2010, estimée à 6 401 habitants en 2018.
La localité abrite le Swarthmore College, et on y trouve également le Scott Arboretum.

## Crédit d'auteurs
- (en) Cet article est partiellement ou en totalité issu de l’article de Wikipédia en anglais intitulé « Swarthmore, Pennsylvania » (voir la liste des auteurs).